# Ján Klempa
Ján Klempa (pseudonymem Jacovský, rodným jménem Joanes Evangelista Josephus Michaël Klempa, 1. prosince 1839 Jacovce, Habsburská monarchie – 26. října 1894 Zeleneč, Rakousko-Uhersko) byl slovenský kněz, historik, národněkulturní pracovník, folklorista a spisovatel.

## Život
Narodil se v rodině správce majetku. Vzdělání získal v Hlohovci, kde studoval na gymnáziu filozofii a ve Vídni, kde studoval teologii. V roce 1862 byl vysvěcen na kněze. Působil jako katolický kaplan v Okoči a Suché nad Parnou, v roce 1866 byl administrátorem a v letech v 1876–1894 působil jako farář v Zelenči.

## Tvorba
Psal práce historické, národopisné, obrozenecké, archeologické a folkloristické. Zabýval se v nich bohatou historií svého slovenského národa a výsledky sběratelské činnosti z okolí svého působiště. Bylo to zejména odvozování některých jmen, osídlení Slováků na Dolní zemi, topografie Slovenska, pojmenování osad, pozůstatky Slováků v Sedmihradsku, pomaďaršťování Slováků a další. Sesbíral i slovenské zvyky, které také uveřejnil ve svých pracích, vydaných pod názvem Obyčaje Slovákov v okolí Trnavy, Povery na Slovensku atd. V roce 1894 napsal dějiny pěstování brambor v Uhersku a v zemích rakouských. Svou sbírkou 150 lidových písní z Bratislavské a Nitranské župy, která vyšla knižně v roce 1880 tiskem Literárního spolku v Praze, obohatil národní pokladnu lidových písní. Přispíval do mnoha časopisů (např. Cyril a Metod, Orol, Slovenský letopis, Literárne listy, Kazateľňa, Katolícke noviny, Pútnik svätovojtešský, Slovesnosť a jiné). Vedle literární práce se horlivě věnoval i slovenské národně-obrozenecké činnosti.

## Dílo
- 1877 – Pod Malými Karpatmi. (Národnosť, náboženstvo, povery a obyčaje)  (vyšlo v Slovenském letopise)
- 1880 – Písně slovenské
- 1881 – K topografii Slovenska (vyšlo v Slovenském letopise)
- 1882 – Svadobné obyčaje Slovákov okolia trnavského (vyšlo v Slovenském letopise)
- 1886 – Trnava (vyšlo v Pamětní knize Spolku sv. Vojtecha)
- 1887 – Činnosť slovenských katolíkov na poli literatúry slovenskej od 17. storočia do roku 1850 (vyšlo v periodiku Katolícke noviny)
- 1891 – Katecheti a katechetické diela katolícke slovenské (vyšlo v časopise Literárne listy)
- 1891 – Novokrstenci, Habáni v Horňom Uhorsku (vyšlo v periodiku Pútnik svätovojtešský)
- 1892 – Zámok a mestečko Frašták (vyšlo v periodiku Pútnik svätovojtešský)
- 1893 – Šintava, mestečko a zámok (vyšlo v periodiku Pútnik svätovojtešský
- 1894 – Dejepis pestovania zemiakov v Uhrách a v dedičných zemiach rakúskych (vyšlo v periodiku Pútnik svätovojtešský)